# قناة تلفزيونية

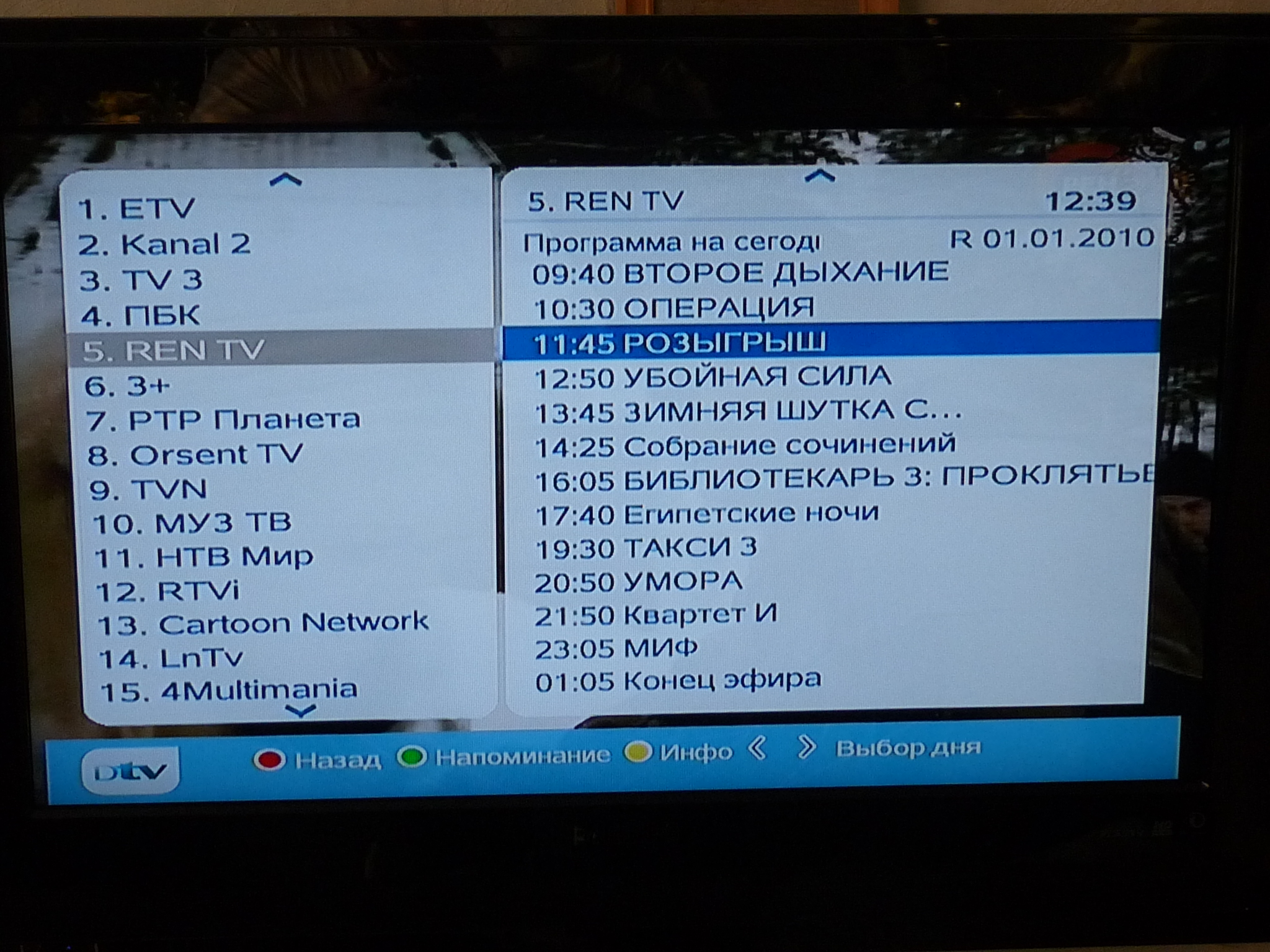

القناة الفضائية، وَتُابكتبنرفيتؤسَمَّى أيضاً المحطة التلفزيونية هي منصة إعلامية، خاصة بدولة ما، أو بمؤسسة متخصّصة في مجال الإعلام، تهدف إلى تقديم محتوى معين، أو مجموعة من المجالات الإعلامية، والتلفزيونية المتنوعة، وسميت بالفضائية؛ لأنَّ بثها مرتبط باتصالها بالفضاء الخارجي أو بالأحرى أقمار فضائية، حتى تصل إلى جميع أنحاء العالم، أو إلى المناطق التي يغطيها البث الخاص بها.
يعمل على عرض محتويات القناة الفضائية، مجموعة من الأشخاص المتخصصين من مخرجين، ومصورين، وفنيي صوت، وإعلاميين، وغيرهم، وتحرص القنوات الفضائية على أن تتصف بالشُّمُوُلِيَّة، أي أن تقدم جميع المجالات الإعلاميّة، التي تجذب المشاهديّن مهما اختلفت طبيعة أفكارهم، فتشمل على أوقات لإذاعة الأخبار المحلية، والدولية، والبرامج الصَّباحِيَّة المُتَنَوِّعَة، والمسلسلات التلفزيونية، والبرامج الحوارية، وبرامج الأطفال، ويسعى دائماً القائمون على أي قناة فضائية مواكبة كل شيء جديد حتى تحقق نجاحاً بين الناس.فلسطين حرارة